# كوري هوكينز
كوري أنطونيو هوكينز (بالإنجليزية: Corey Hawkins)‏ (ولد في 22 أكتوبر 1988) ممثل أمريكي، عرف بظهوره في الموسم السادس والسابع من المسلسل التلفزيوني الموتى السائرون و المسلسل التلفزيوني 24: تراثو فيلم الخروج من كومبتون (2015), شارك في بطولته في فيلم كونغ: جزيرة الجمجمة (2017)., جنبا إلى جنب مع بري لارسون، صموئيل جاكسون وتوم هيدليستون.

## روابط خارجية
- كوري هوكينز على موقع IMDb (الإنجليزية)
- كوري هوكينز على موقع ألو سيني (الفرنسية)
- كوري هوكينز على موقع ميوزك برينز (الإنجليزية)
- كوري هوكينز على موقع أول موفي (الإنجليزية)
- كوري هوكينز على موقع قاعدة بيانات برودواي على الإنترنت (الإنجليزية)
- كوري هوكينز على موقع قاعدة بيانات الفيلم (الإنجليزية)
- كوري هوكينز على موقع كينوبويسك (الروسية)